# Rdio
A Rdio New York-i székhelyű streaming szolgáltatás, ami 85 országból érhető el; 35 millió felett van a lejátszható dalok száma.
Az Rdio állítólag csődöt jelentett. Nagy részét 75 millió dollárért felvásárolja a Pandora.
Nem üzemel.